# Hidronastismo

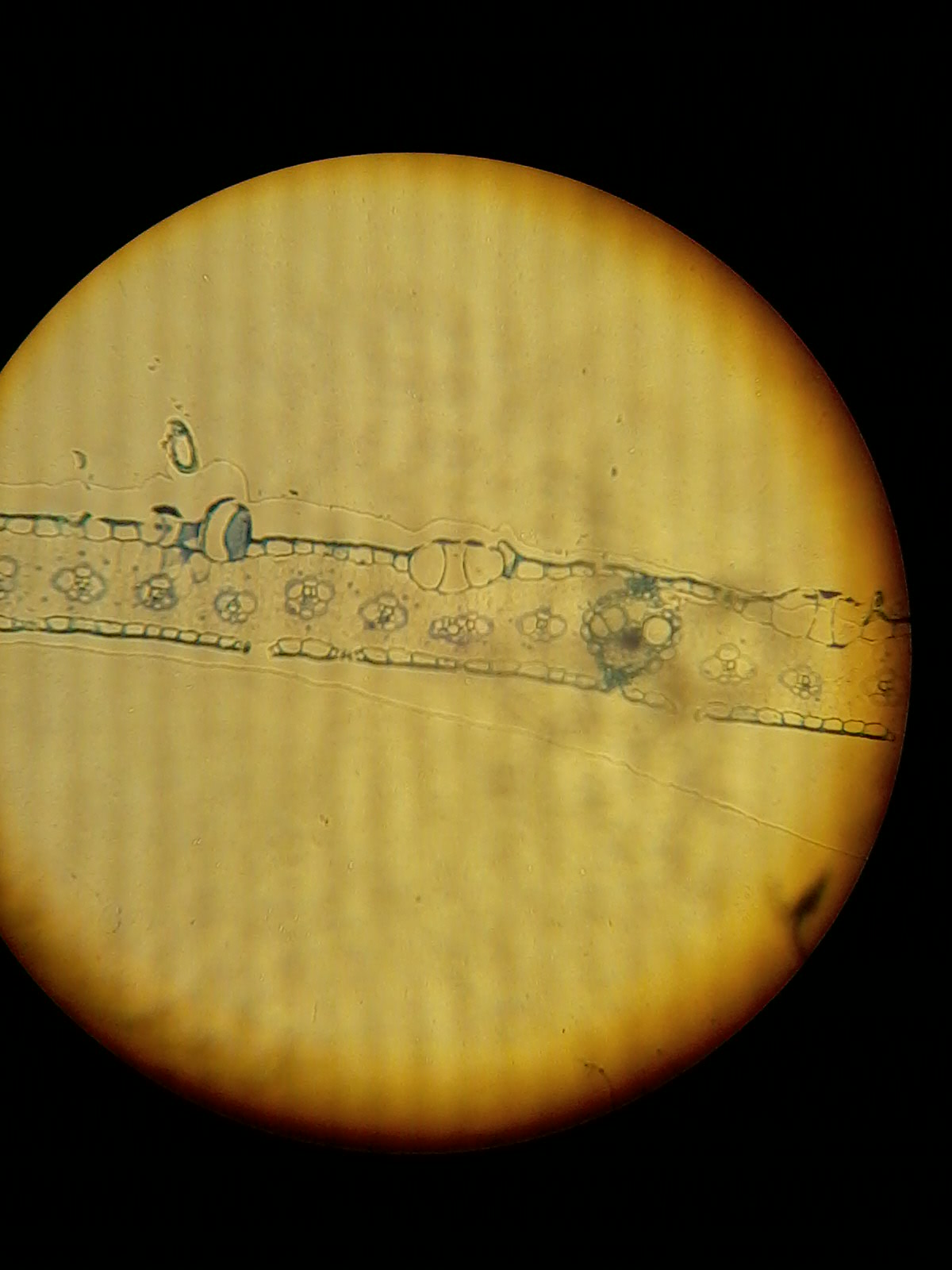
Detalhe das céluas buliformes em uma folha de Poaceae.

O hidronastismo ou hidronastia é um fenômeno biológico (nastia) que corresponde ao dobramento ou enrolamento de folhas em resposta à falta de água (estresse hídrico).
Esse nastismo é bastante comum em espécies de gramíneas crescendo em ambientes abertos e tem a importante função de minimizar a transpiração foliar, reduzindo a superfície de exposição ao ar seco e à insolação, complementando o papel do fechamento dos estômatos. 
Esse movimento é também importante na redução da fotoinibição da fotossíntese causada por alta intensidade luminosa (por exemplo, fotooxidação de antenas fotossintéticas). O mecanismo do movimento hidronástico é a perda diferencial de água em células foliares especiais dotadas de paredes celulares mais finas, as células buliformes. Essas células geralmente se localizam na epiderme adaxial (superior), onde se apresentam uniformemente distribuídas ou predominando ao longo do eixo central das folhas.
Como as células buliformes possuem paredes pouco espessas e cutículas finas ou nenhuma cutícula, perdem água por transpiração mais rapidamente do que as outras células epidérmicas. À medida que a pressão de turgor diminui nas células buliformes, a manutenção da pressão de turgor nas células da face abaxial (inferior) da folha causa o enrolamento ou dobramento foliar.

## Tipos de nastias
- fotonastia - resposta à luz
- nictinastia - movimentos noturnos ou no escuro
- quimionastia - resposta a químicos ou nutrientes
- hidronastia - resposta à água
- termonastia - resposta à temperatura
- gravinastia ou geonastia - resposta à gravidade
- tigmonastia (ou sismonastia, haptonastia) - resposta ao toque